# 钩红螯蛛
钩红螯蛛（学名：Chiracanthium unicum）为管巢蛛科红螯蛛属的动物。分布于日本以及中国大陆的浙江等地。该物种的模式产地在日本。